# Trydarssus pantherinus
Espèce
Synonymes
- Phiale pantherina Mello-Leitão, 1946

Trydarssus pantherinus est une espèce d'araignées aranéomorphes de la famille des Salticidae.

## Distribution
Cette espèce se rencontre au Paraguay et en Argentine.

## Description
Le mâle décrit par Galiano en 1995 mesure 5,33 mm et la femelle 6,13 mm.

## Publication originale
- Mello-Leitão, 1946 : Arañas del Paraguay. Notas del Museo de la Plata, vol. 11, (Zool. 91), p. 17-50.